# Blíževedly
Blíževedly (Bleiswedel) jsou obec v okrese Česká Lípa, třináct kilometrů jihozápadně od České Lípy. V celé obci, která zahrnuje ještě vsi Skalka, Litice a Hvězda a osadu Vlhošť, žije 613 obyvatel.

## Historie
První historická zmínka o vsi pochází z roku 1290, kdy Blíževedly, tehdy uváděné jako trhová ves, získaly od pražského biskupa Tobiáše z Bechyně tržní právo a následně povýšeny králem Václavem II. na městečko. Městský znak jim věnoval až roku 1685 biskup Jaroslav Ignác ze Šternberka. Osídlení zde existovalo od pravěku. Blíževedly byly kolem roku 1334 podhradím hradu Hřídelík. Jeho rozvoj zastavily války, nejdříve je dobyli husité vedení Janem Roháčem z Dubé, pak přišla třicetiletá válka. Po roce 1550 se ve zdejší krajině usadili němečtí kolonisté. Další rozvoj zabrzdil jednak mor roku 1714 a hlavně velké požáry v letech 1784 a 1859.

## Přírodní poměry
Obec leží na okraji Chráněné krajinné oblasti Kokořínsko – Máchův kraj, na rozhraní Českého středohoří a Máchova kraje. Je administrativně součástí okresu Česká Lípa v Libereckém kraji.

## Obyvatelstvo
Při sčítání lidu v roce 1921 zde žilo 656 obyvatel (z toho 292 mužů), z nichž bylo třináct Čechoslováků a 698 Němců. Až na šest evangelíků se hlásili k římskokatolické církvi. Podle sčítání lidu z roku 1930 měla vesnice 725 obyvatel: 28 evangelíků, 693 Němců, jednoho příslušníka jiné národnosti a tři cizince. Převažovala římskokatolická většina, ale ve vsi žili také tři evangelíci, tři členové církve československé, tři příslušníci jiných nezjišťovaných církví a sedm lidí bez vyznání.

## Doprava
Do obce vedou silnice III. třídy. Obcí prochází červená turistická značka od Hřídelíku na Ronov a železniční trať Česká Lípa – Litoměřice se stanicí Blíževedly na severním okraji zastavěného území.

## Pamětihodnosti
- Barokní kostel svatého Václava na základech původního svatostánku z 14. století, stojí na náměstíčku[8], registrovaná kulturní památka.
- Barokní sloup Nejsvětější Trojice z roku 1714 s balustrádou soch svatých od sochaře Františka Tollingera. Byl postaven po morové epidemii. Registrovaná kulturní památka.
- Kaple zasvěcená Panně Marii Bolestné z roku 1784, barokně upravené o 90 let později.[9]
- Bývalá kovárna na náměstí, registrovaná kulturní památka
- Bývalá sýpka čp. 40 pod kostelem, registrovaná kulturní památka

Železniční stanice Blíževedly se stala vítězem dvanáctého ročníku soutěže Nejkrásnější nádraží roku 2018, pořádané asociací Entente Florale CZ. Jako druhá v pořadí se v této celostátní anketě v roce 2018 umístila stanice Litoměřice horní nádraží, která se nachází rovněž na železniční trati z České Lípy do Lovosic.
Pod Blíževedly náleží několik (původně samostatných) vesniček a osad, na jejichž katastrech jsou:
- Zřícenina hradu Hřídelík, registrovaná kulturní památka.
- Vrch Ronov (552 m) se zříceninou stejnojmenného hradu a kulturní i přírodní památkou vyhlášenou roku 1995.[11]
- Hora Vlhošť, sousední Malý Vlhošť a osada Vlhošť, vše na katastru Litice, začleněné do Blíževedel
- Vlhošť (přírodní rezervace)
- Statek v osadě Stranné na místě někdejší tvrze, zrenovovaná kulturní památka.[12]

## Galerie

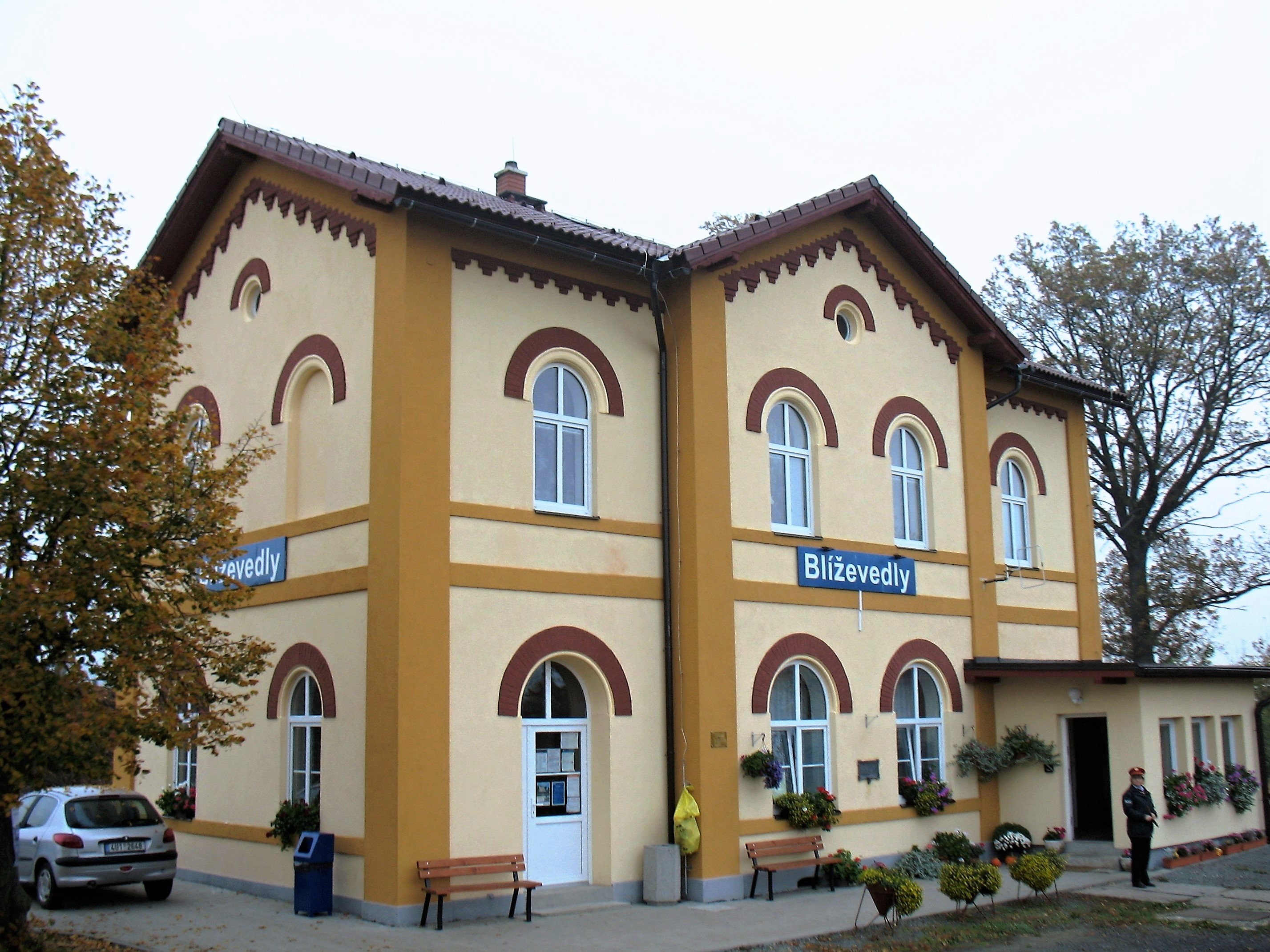
Železniční stanice Blíževedly
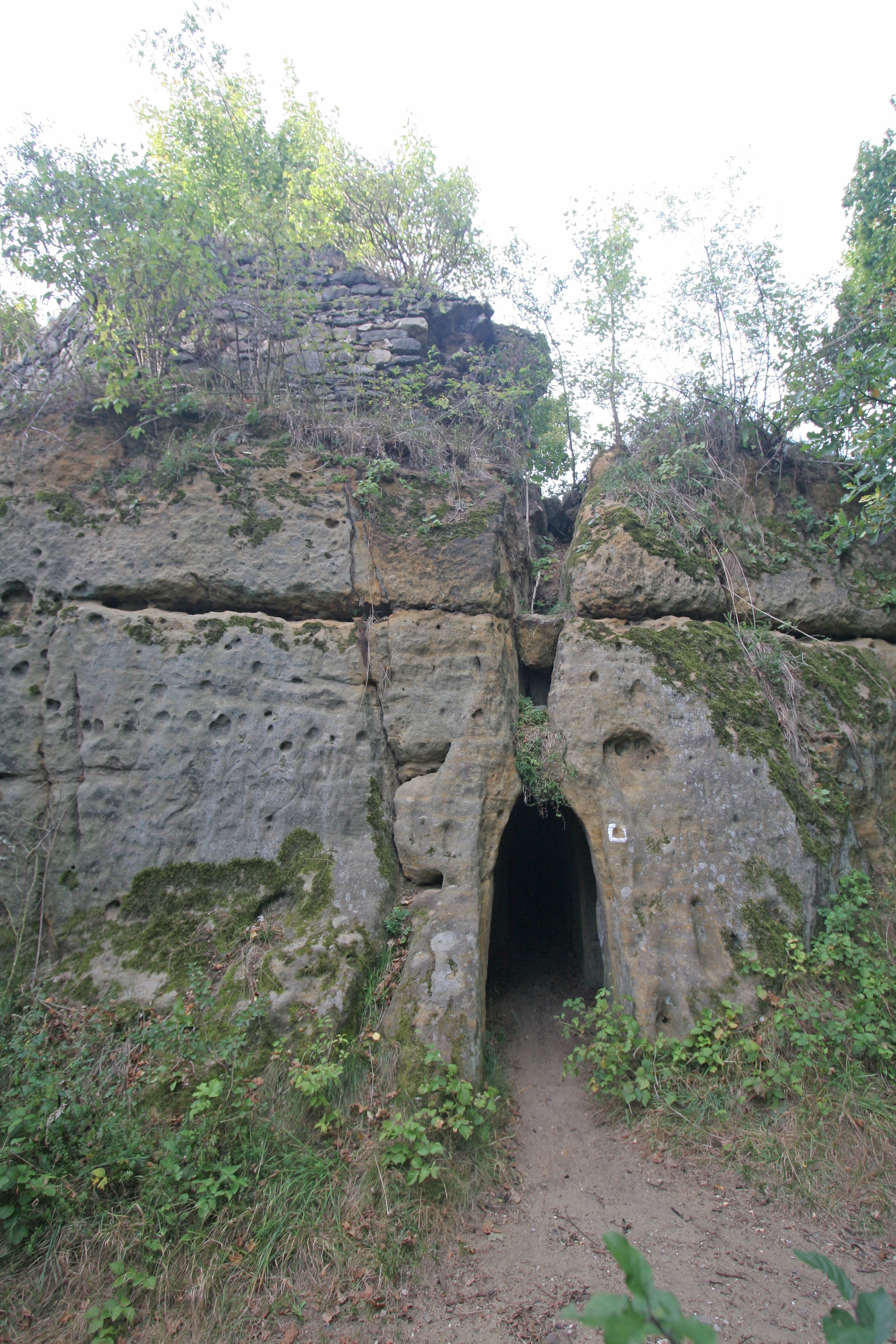
Hrad Hřídelík
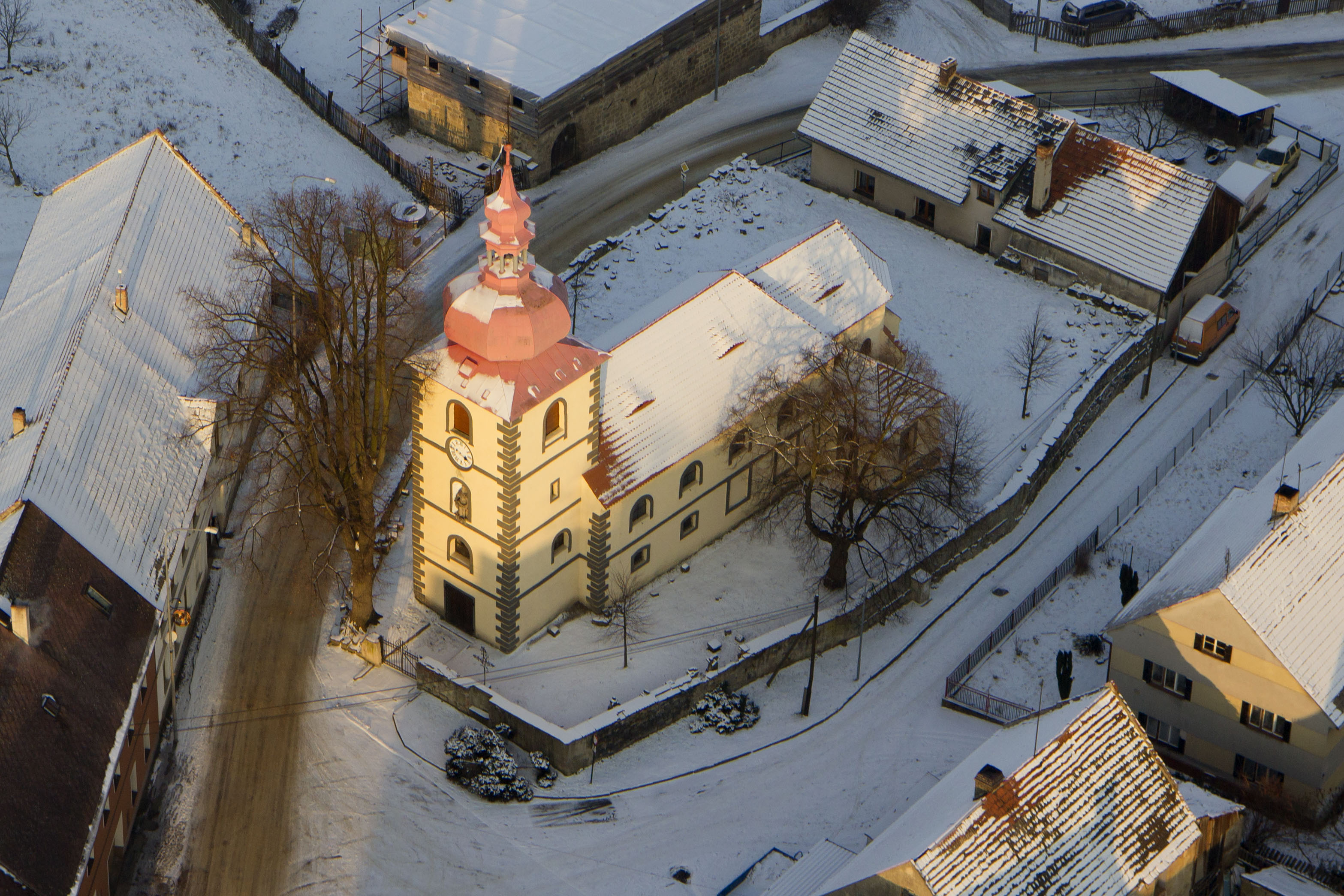
Kostel svatého Václava
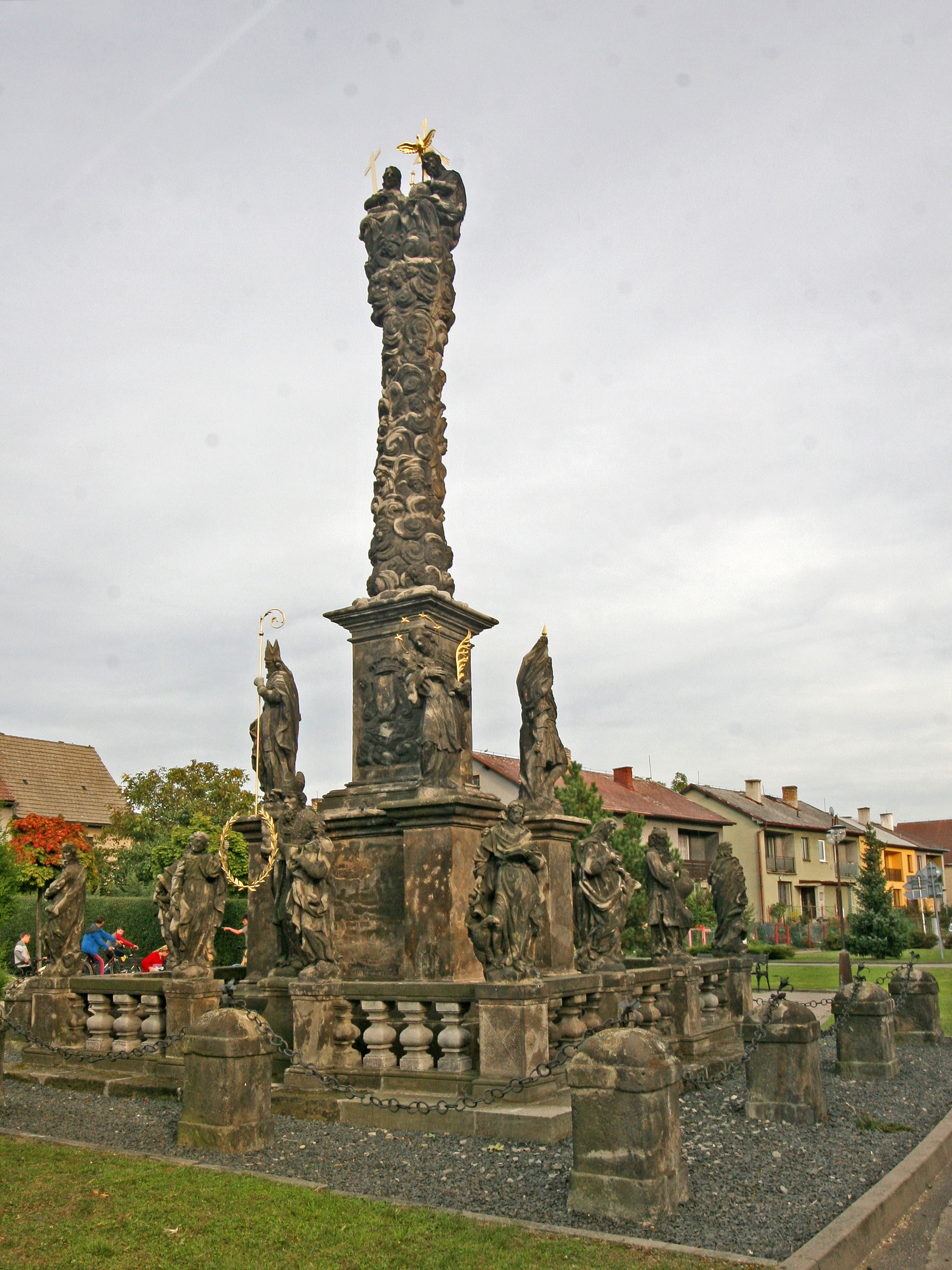
Sloup se sousoším Nejsvětější trojice
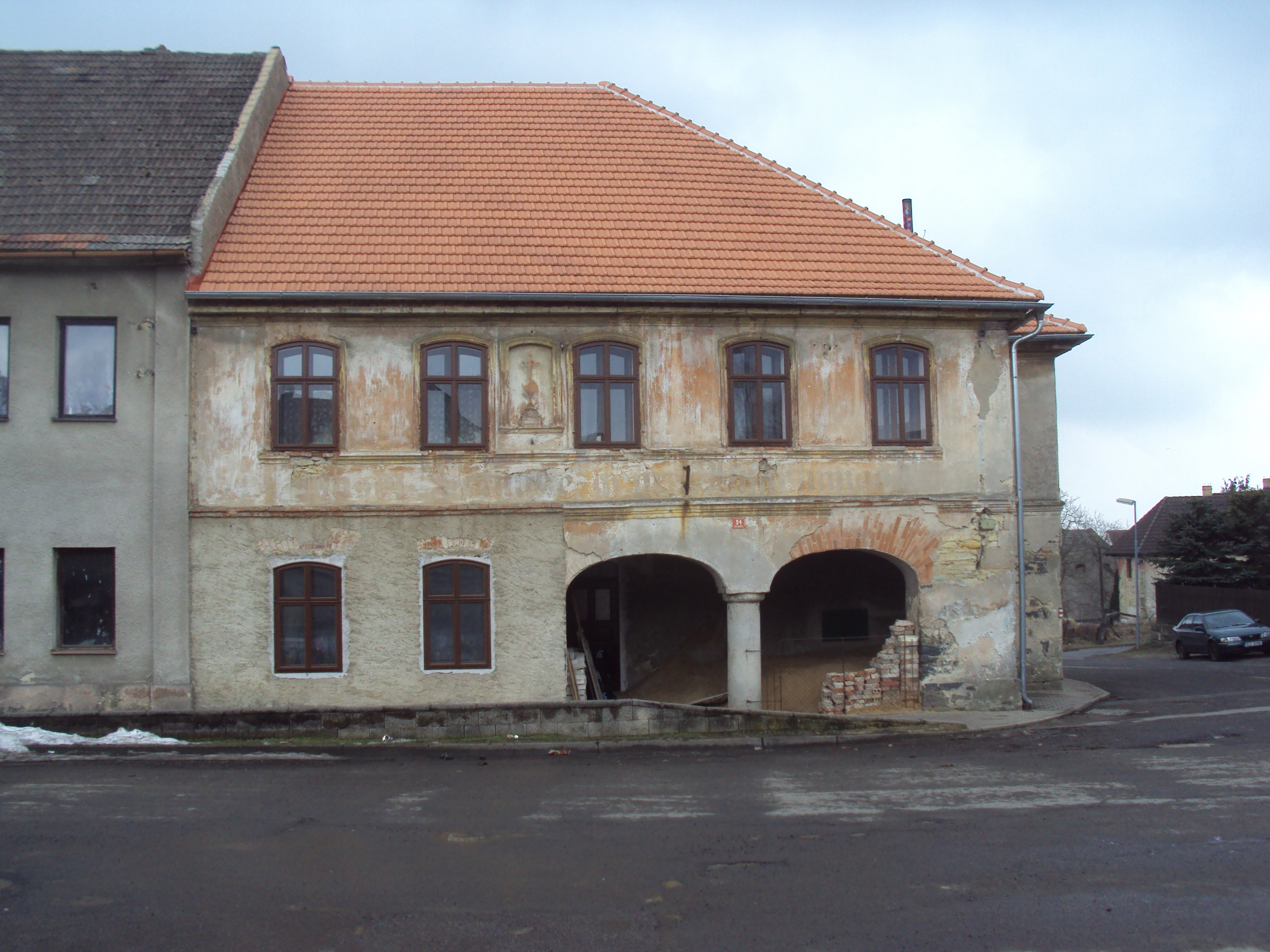
Kovárna na náměstí